# Antonio Bussi
Antonio Bussi (Novara, 6 giugno 1903 – Novara, 25 novembre 1989) è stato un politico italiano.

## Biografia
Avvocato e commercialista, a Novara nel corso degli anni ricopre i ruoli di Presidente della Camera di commercio e presidente dell'Ordine dei commercialisti. Inoltre è presidente dell'Ospedale dei Bambini Lualdi, consigliere della Banca popolare di Novara, consigliere della "Casa del divin Redentore" per gli ex carcerati e consigliere del Collegio "Caccia".
Impegnato in politica con la Democrazia Cristiana, è candidato al Senato della Repubblica nel 1953, inizialmente non viene eletto ma dopo la morte di Luigi Carlo Caron, subentra a Palazzo Madama nel giugno 1954. Conferma il proprio seggio anche alle elezioni politiche del 1958 e del 1963; in tale anno viene eletto Presidente della Commissione Industria, commercio, turismo del Senato della Repubblica. Termina il proprio mandato parlamentare nel 1968.
Muore all'età di 86 anni nel novembre 1989.